# Jeep Forward Control
Jeep Forward Control — вантажівка, яку виробляла компанія Willys Motors, пізніше названа Kaiser Jeep, з 1956 по 1965 рік. Її також збирали на інших міжнародних ринках.

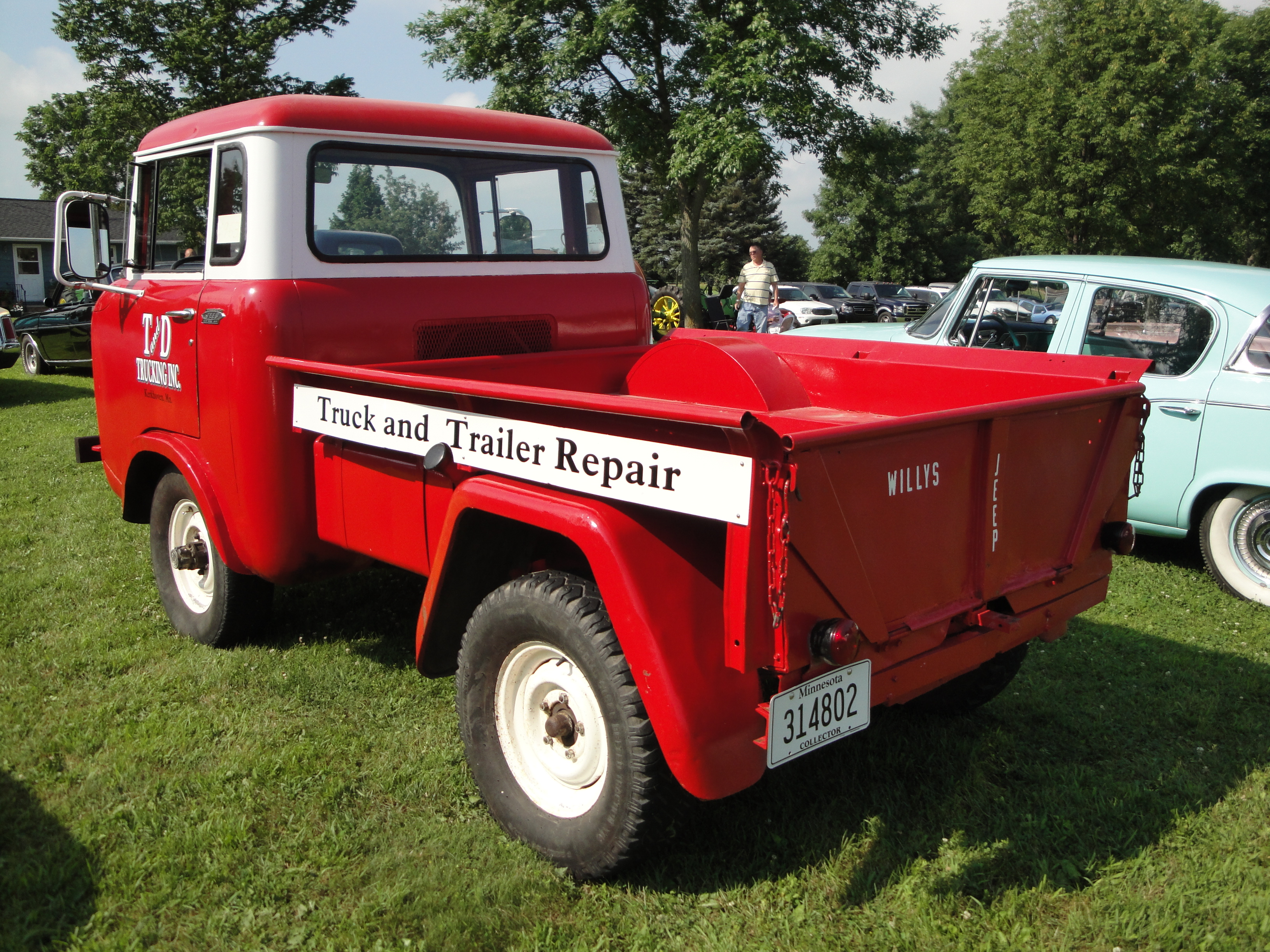

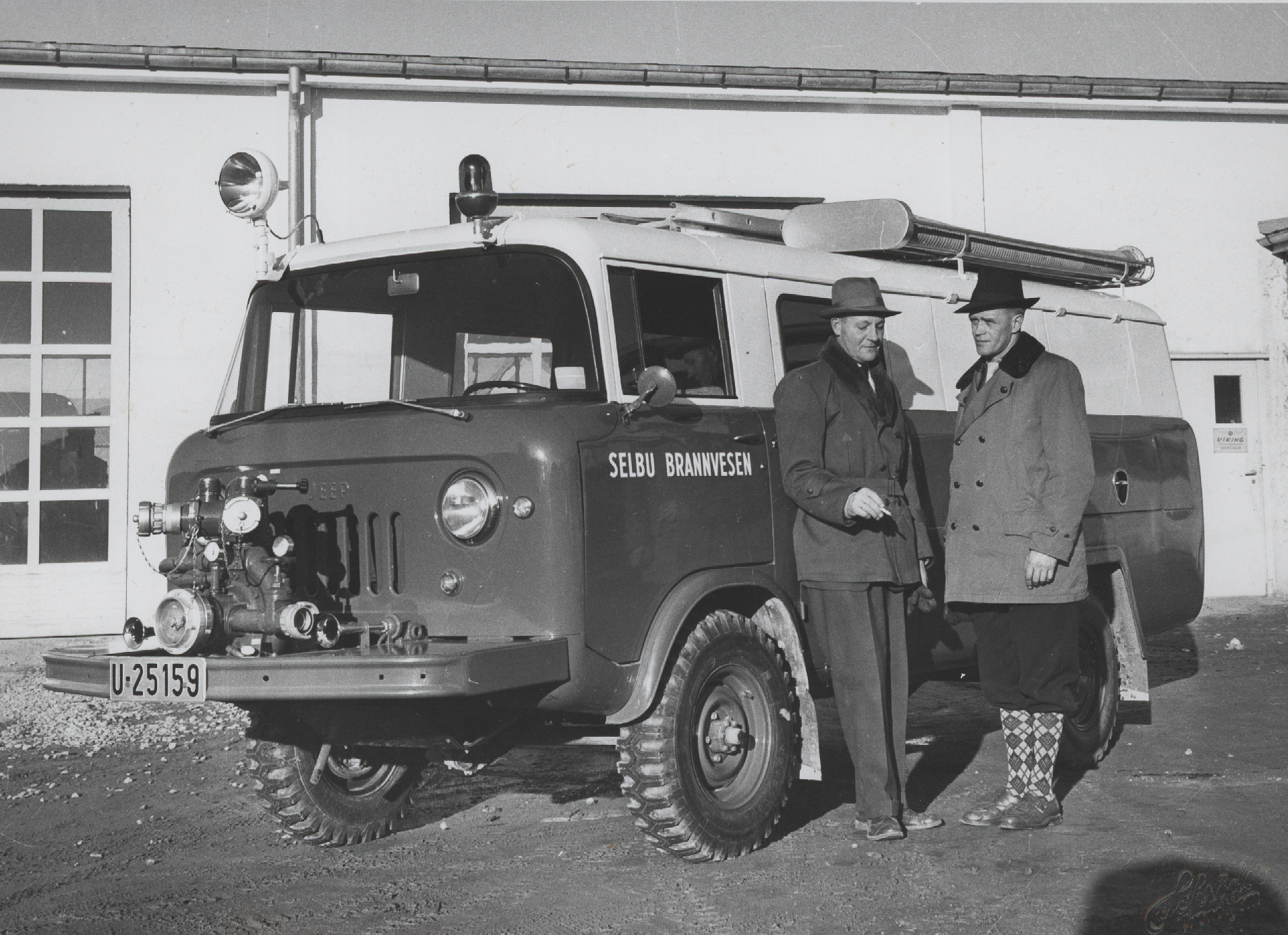

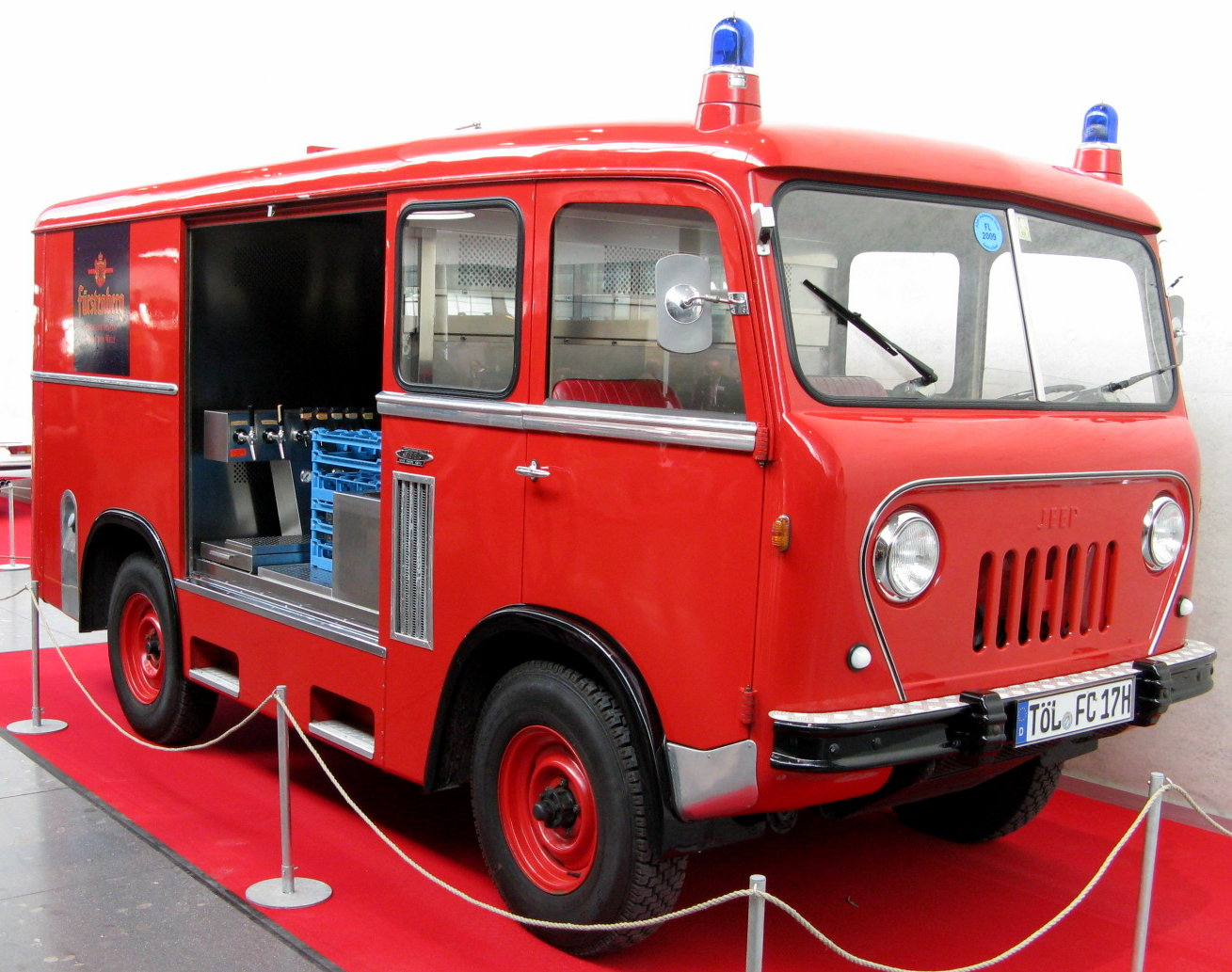

Моделі Forward Control в основному продавалися як робочі транспортні засоби для корпоративного, муніципального, військового, а також цивільного використання. Звичайні пікапи були стандартними, а клієнтам пропонувалась велика кількість спеціалізованих кузовів, які були схвалені Jeep від зовнішніх постачальників. Вони варіювалися від простих бортових вантажівок до повних евакуаторів, самоскидів і пожежних машин. Автомобілі також виготовлялися за ліцензією в Індії та Іспанії.

## Двигуни
- 2.2 L Hurricane F4-134 I4 (FC-150, FC-160)
- 3.7 L Super Hurricane I6 (FC-170, FC-170 DRW, FC-180)
- 4.5 L Y-block V8 (FC-180, FC-190)